# أبهيجيت بانيرجي
أبهيجيت بانيرجي (مواليد 21 فبراير 1961) (بالبنغالية: অভিজিৎ বন্দ্যোপাধ্যায়), (بالإنجليزية: Abhijit Vinayak Banerjee) اقتصادي أمريكي من أصل هندي، وهو حاليًا أستاذ الاقتصاد الدولي لمؤسسة فورد في معهد ماساتشوستس للتكنولوجيا. بانيرجي هو مؤسس مشارك لمختبر عبد اللطيف جميل لمكافحة الفقر (إلى جانب الاقتصاديين إستير دوفلو وسندهيل موليناثان)، وهي شركة تابعة لبحوث الابتكار في مجال مكافحة الفقر، وعضو في اتحاد النظم المالية والفقر.
كان بانيرجي رئيسًا لمكتب البحوث في التحليل الاقتصادي للتنمية، وهو باحث مشارك في المكتب القومي للأبحاث الاقتصادية، وزميل باحث في مركز أبحاث السياسات الاقتصادية، وزميل باحث دولي في معهد كيل، وزميل في الأكاديمية الأمريكية للفنون والعلوم، وزميل في مجتمع الاقتصاد القياسي.

## أعماله
- اقتصاد الفقراء: إعادة نظر في أساليب مكافحة الفقر (بالاشتراك مع إستير دوفلو)، بابليك آفيرز، نيويورك، 2011
  - ترجمة: أنور الشامي، دار جامعة حمد بن خليفة للنشر، الدوحة، قطر، 2016

## روابط خارجية
- أبهيجيت بانيرجي على موقع مونزينجر (الألمانية)
- أبهيجيت بانيرجي على موقع ديسكوغز (الإنجليزية)